# Amy Archer-Gilligan
Amy Duggan Archer-Gilligan detta "Sister" (Windsor, 31 ottobre 1873 – Middletown, 23 aprile 1962) è stata una serial killer statunitense.
Proprietaria di una casa di cura, ha ucciso almeno cinque persone avvelenandole. Una delle sue vittime fu il suo secondo marito, Michael Gilligan; gli altri erano dei residenti nella sua casa di cura.
È possibile che sia stata coinvolta in più omicidi. Le autorità registrarono 48 decessi nella sua casa di cura, la "Archer Home for the Elderly and Infirm".
Il caso attirò ampia pubblicità all'epoca ed è stato citato come fonte di ispirazione per la commedia Arsenico e vecchi merletti e per il successivo film di Frank Capra con lo stesso nome.

## Infanzia e matrimoni
Amy E. Duggan nacque il 31 ottobre 1873 da James Duggan e Mary Kennedy a Milton, nel Connecticut, l'ottava di dieci figli. Ha frequentato la Milton School e la New Britain Normal School nel 1890.
Amy Duggan sposò James Archer nel 1897. Una figlia, Mary J. Archer, nacque nel dicembre 1897. Gli Archer divennero badanti per la prima volta nel 1901, assunti per prendersi cura di John Seymour, un anziano vedovo. Si trasferirono nella sua casa a Newington, nel Connecticut. Seymour morì nel 1904. I suoi eredi convertirono la residenza in una pensione per anziani, e gli Archer rimasero per fornire assistenza agli anziani a pagamento. Pagarono l'affitto alla famiglia di Seymour. La pensione venne chiamata "Sister Amy's Nursing Home for the Elderly".
Nel 1907, gli eredi di Seymour decisero di vendere la casa. Gli Archer si trasferirono a Windsor, nel Connecticut, e usarono i loro risparmi per acquistare la propria residenza in Prospect Street nel Windsor Center. Ben presto lo trasformarono in un business, "Archer Home for the Elderly and Infirm".
James Archer morì nel 1910, apparentemente per cause naturali. La causa ufficiale della sua morte è stata la malattia di Bright, un termine generico per le malattie renali. Amy Archer aveva stipulato una polizza assicurativa su di lui poche settimane prima della sua morte. Il denaro della polizza le permise di continuare a gestire Archer Home.
Nel 1913, Amy sposò Michael W. Gilligan, un vedovo con quattro figli adulti. Secondo quanto riferito, era ricco e interessato sia ad Amy che a investire nella Archer Home. Tuttavia, il 20 febbraio 1914, dopo soli tre mesi di matrimonio con Amy, Michael morì. La causa ufficiale della morte è stata "un attacco biliare acuto" (in altre parole, una grave indigestione). Amy era di nuovo finanziariamente sicura perché durante il loro breve matrimonio il suo nuovo marito aveva redatto un testamento che le lasciava tutto il suo patrimonio. Il testamento sarebbe stato successivamente determinato come un falso in quanto apparentemente era scritto con una grafia corrispondente a quella di Amy Archer-Gilligan.

## Omicidi
Tra il 1907 e il 1917, ci furono 60 morti nella Archer Home. I parenti dei suoi clienti divennero sospettosi mentre contavano il gran numero di morti. Solo 12 residenti morirono tra il 1907 e il 1910, ma 48 residenti morirono tra il 1911 e il 1916. Tra loro c'era Franklin R. Andrews, un uomo apparentemente sano. La mattina del 29 maggio 1914 Andrews stava facendo del giardinaggio a casa di Archer. Le sue robuste condizioni fisiche peggiorarono in un solo giorno e morì la sera. La causa ufficiale della morte fu determinata in ulcera peptica.
Dopo che i fratelli di Andrews (inclusa Nellie Pierce) entrarono in possesso di alcune delle sue lettere, notarono che Amy Archer-Gilligan faceva spesso pressioni sul fratello per avere soldi. I clienti di Amy si resero conto che spesso chi le dava del denaro moriva poco dopo.
Mentre le morti continuavano, Nellie Pierce riferì i suoi sospetti al procuratore distrettuale locale, ma lui per lo più la ignorò. Così raccontò la sua storia all'Hartford Courant. Il 9 maggio 1916 fu pubblicato il primo di numerosi articoli sulla "Fabbrica degli omicidi". Pochi mesi dopo, la polizia iniziò ad indagare seriamente sul caso. L'indagine richiese quasi un anno per essere completata.
I corpi di Gilligan, Andrews e altri tre pensionanti furono riesumati. Tutt'e cinque morirono per avvelenamento, d'arsenico o stricnina. I commercianti locali furono in grado di testimoniare che Amy aveva acquistato grandi quantità di arsenico, presumibilmente per "uccidere i topi". Uno sguardo al testamento di Gilligan stabilì che si trattava in realtà di un falso scritto da Amy.
Secondo M. William Phelps, autore di The Devil's Rooming House, le indagini sembravano mostrare che Amy stava acquistando l'arsenico per uccidere un gran numero di topi. Tuttavia, si scoprì che non aveva acquistato personalmente tutto l'arsenico che uccise i suoi pazienti. Il medico e alcuni dei pazienti avevano infatti firmato per acquistarne una parte. L'indagine si indirizzò anche verso il dottor King perché altre prove si stavano accumulando contro di lui, ma i sospetti si concentrarono nuovamente su Amy quando qualcuno suggerì di controllare chiaramente tutti i registri degli acquisti di arsenico.
Quando furono trovate prove della Archer che aveva mandato i suoi pazienti in alcuni negozi per acquistare alcune quantità di arsenico, la polizia fu in grado di arrestarla e condannarla.

## Processi
L'Archer-Gilligan fu arrestata e processata per 5 omicidi. Alla fine il suo avvocato riuscì a ridurre le accuse a un solo omicidio, quello di Franklin R. Andrews. Il 18 giugno 1917 una giuria la dichiarò colpevole e fu condannata a morte.
La Archer-Gilligan fece appello e ottenne un nuovo processo nel 1919. In questo processo, si dichiarò incapace di intendere di volere. Mary Archer testimoniò inoltre che sua madre era dipendente dalla morfina. Tuttavia, fu nuovamente riconosciuta colpevole di omicidio e condannata all'ergastolo.

## Morte
Nel 1924, la Archer-Gilligan fu dichiarata temporaneamente insana di mente e fu trasferita al Connecticut Hospital for the Insane a Middletown, dove rimase fino alla sua morte il 23 aprile 1962.